# Acanthopagrus schlegelii
Acanthopagrus schlegelii — вид окунеподібних риб родини Спарових. Вам зустрічається на півночі Тихого океану біля берегів Японії, Кореї, Китаю та острова Тайвань. Це одна з
найпопулярніших риб для риболовлі в Японії.

## Опис
Риба завдовжки до 50 см, максимальна вага 3,2 кг. Тіло
яйцеподібної форми і стиснуте з боків. Рот маленький, в ньому багато зубів. Це агресивний хижак. Спинний плавець має від 10 до 12 шипів і від 10 до 15
м'яких променів, які використовуються для нападу і захисту.